# Festival Lumière 2009
Le Festival Lumière 2009 est la première édition du Festival Lumière.

## Déroulement et faits marquants
La première édition du festival a eu lieu du 13 au 18 octobre 2009 en rassemblant 80 000 festivaliers. Son programme a été présenté le 25 juin 2009.

### Prix Lumière
Invité d'honneur de la première édition de Lumière 2009, parrain des deux rétrospectives Leone et Siegel (tous deux dédicataires de son film Impitoyable), Clint Eastwood a reçu le premier Prix Lumière récompensant un cinéaste pour l'ensemble de son œuvre.

### Rétrospectives
- Sergio Leone : à l'occasion des 20 ans de la disparition de Sergio Leone, une rétrospective intégrale des films réalisés et produits par le cinéaste italien.
- Don Siegel : hommage à l'œuvre de Don Siegel (1912-1991), réalisateur de À bout portant et de Dirty Harry, qui incita Clint Eastwood à devenir cinéaste[4].
- Shin Sang-ok : surnommé « L'Empereur de Corée », Shin Sang-ok est l'un de ces cinéastes asiatiques à la fois prolifiques et uniques auxquels une histoire du cinéma trop occidentale n'a pas accordé la place qu'ils méritaient.

### Événements
- Soirée d'ouverture : projection de Lumière !, montage composé de films Lumière restaurés[5]
- Séance de clôture : projection du film Le Bon, la Brute et le Truand de Sergio Leone[5]
- Renaissance du Cinématographe Lumière : pour la première fois depuis le centenaire du cinéma en 1995, un nouveau montage de films Lumière est composé de nombreux inédits et de films restaurés au moyen de technologies numériques par le Centre national du cinéma et de l'image animée.

### Sections
- Sublimes moments du Muet : une sélection de films muets restaurés et présentés par la Cineteca di Bologna et projetés dans des lieux singuliers de Lyon et du Grand Lyon.
- Art of Noir : présentation par Eddie Muller, l'un des plus grands spécialistes du film noir, Président de la Film Noir Foundation, organisateur à San Francisco de Noir City et programmateur à l'Egyptian Theater de l'American Cinematheque, d'une série de huit films, tournés entre 1941 et 1952, issus des collections de trois studios d'Hollywood. Rétrospective présentée et animée par Philippe Garnier[6].
- Retrouvés, restaurés, à nouveau sur grand écran ! : les distributeurs se spécialisent dans le film de patrimoine et ressortent des trésors du passé.